# Polonia Varšava
KSP Polonia Varšava je poljski nogometni klub iz Varšave.

## Uspjesi
- Ekstraklasa
  - Prvak (1): 1946., 2000.
- Poljski nogometni kup
  - pobjednik (2): 1952., 2001.
  - Poljski Superkup
  - pobjednik (1): 2000.

## Vanjske poveznice
- Službene stranice  Arhivirana inačica izvorne stranice od 4. siječnja 2011. (Wayback Machine)